# Діптерокарпові
Dipterocarpaceae (діптерокарпові) — це родина, яка охоплює 17 родів та приблизно 500 видів переважно дерев тропічних низовинних дощових лісів. Назва родини, утворена від назви роду Dipterocarpus, сформована з грецьких слів (di = два, pteron = крило та karpos = плід) та посилається на плід з двома крильцями. Найбільшими родами є Shorea (196 видів), Hopea (104 види), Dipterocarpus (70 видів) та Vatica (65 видів). Багато представників родини —  великі дерева, як правило висотою 40-70 метрів, деякі навіть понад 80 метрів (у роду Dryobalanops, Hopea та Shorea), найвище відоме дерево (Shorea faguetiana) — 88,3 метрів. Окремі види цієї родини мають важливе значення для торгівля лісом. Поширені представники родини пантропічно, від північної Півдденної Америки до Африки, Сейшел, Індії, Індокитаю, Індонезії та Малайзії. Найбільша різноманітність видів родини зафіксована на Борнео. Деякі види рослин родини на цей час вже опинились під загрозою вимирання в результаті надмірної, в тому числі нелегальної, вирубки, та зміни середовища. 
Рослини родини є джерелом цінних порід дерева, ароматичних ефірних олій, смол і бальзамів та облицювання клеєної деревини.

## Класифікація
Родина діптерокарпових як правило поділяється на три підродини:
- Dipterocarpoideae: найбільша з підродин, до якої включають 13 родів та бл. 475 видів. Поширення: Сейшельські Острови, Шрі-Ланка, Індія, Південно-Східна Азія до Нової Гвінеї, та значне поширення на Борнео, де ця підродина є домінуючими видами у лісах низовин. Північ Борнео (Бруней, Сабах та Саравак) має найвищу в світі концентрацію видів цієї родини.[2] Морфологічно  Dipterocarpoideae може бути розділена на дві групи,[2][5] для яких використовують назви триб Shoreae та Dipterocarpeae, однак наявна на цей час генетична інформація не підтверджує цей поділ:[6][7]
  - Dipterocarpeae (Anisoptera, Cotylelobium, Dipterocarpus, Stemonoporus, Upuna, Vateria, Vateriopsis, Vatica). Роди цієї групи мають чашолистки, що торкаються, але не перехрещуються, одиночні навколоплодники, розкидані канали для смол та базову кількість хромосом x = 11.
  - Shoreae (Balanocarpus, Hopea, Parashorea, Shorea). Роди цієї групи мають чашолистки, що находять один на одного, згруповані навколоплодники, канали для смол, зібрані в пучки, та базову кількість хромосом x = 7[6]
- Monotoideae: 3 роди, 30 видів. Рід Marquesia росте в Африці. Рід Monotes має 26 видів, розподілених між Африкою та Мадагаскаром. Рід Pseudomonotes росте в колумбійській частині басейну Амазонки.
- Pakaraimoideae: має єдиний вид, Pakaraimaea roraimae, знайдений на гвіанському високогір'ї Південної Америки.

Нещодавнє генетичне дослідження виявило, що азійські діптерокарпові мають спільного прабатька — Sarcolaenaceae, родину дерев, ендемічну для Мадагаскару. Це може вказувати на походження діптерокарпових ще з південного суперконтиненту Гондвани, і що спільний предок азійських діптерокарпових та мадагаскарського Sarcolaenaceae на землях Індії-Мадагаскару-Сейшел мільйони років тому та був перенесений на північ з рухом туди Індії, яка пізніше стикнулася з Азією, що й дозволило діптерокарповим поширитись в Південносхідній Азії та Малайзії. Найдавніший пилок діптерокарпових був знайдений на території М'янми (яка на той час була частиною Індостанської плити) і датується верхнім Олігоценом. Ознаки присутності діптерокарпових повільно зростають за різноманітністю та кількістю до середнього Міоцену Хімічні сліди смол діптерокарпових в Індії датуються аж до Еоцену.

## Викопні членистоногі
Джерелом утворення бурштину віком 52 мільйони років, який знайдений в індійській провінції Гуджарат та містить значну кількість включень членистоногих, було визначено сік дерева родини діптерокаарпових.

## Екологія
Види діпттерокарпових є як вічнозелені, так і листопадні. Види в Таїланді ростуть на  висотах від рівня моря до бл.1300 м.н.м. в різних середовищах: низовинний діптурокарповий ліс на висотах 0-350 м.н.м.; вапнякові та прибережні пагорби.